# Serso
Serso (Sers nel dialetto locale) è una frazione del comune di Pergine Valsugana, in Provincia di Trento, Trentino-Alto Adige.
Comune autonomo fino al 1928, Serso viene in quell'anno aggregato al Comune di Pergine Valsugana e i beni ex-comunali diventano beni di Uso civico.

## L'abitato
Il paese dista 1,88 km da Pergine e si trova ad un'altitudine di circa 545 m s.l.m. Sorge su un ampio pendio terrazzato sulla sponda destra del torrente Fersina, da cui è possibile osservare tutta la piana perginese e le catene montuose circostanti. Serso gode di una condizione climatica favorevole, nonostante la latitudine a cui si trova, grazie alla costante esposizione al sole. L'abitato è costituito da un centro storico in cui sono presenti numerose case di costruzione antica, che presentano tipici balconi in legno e affreschi ben conservati, e da una parte di recente costruzione, dove si trovano recenti opere pubbliche quali un parco con campo da calcetto e pista ciclabile ed una scuola materna che copre il servizio di tutto il territorio circostante. Il paese conta circa 450 abitanti, tra anziani residenti da tempo e nuove famiglie.

## Monumenti e luoghi d'interesse

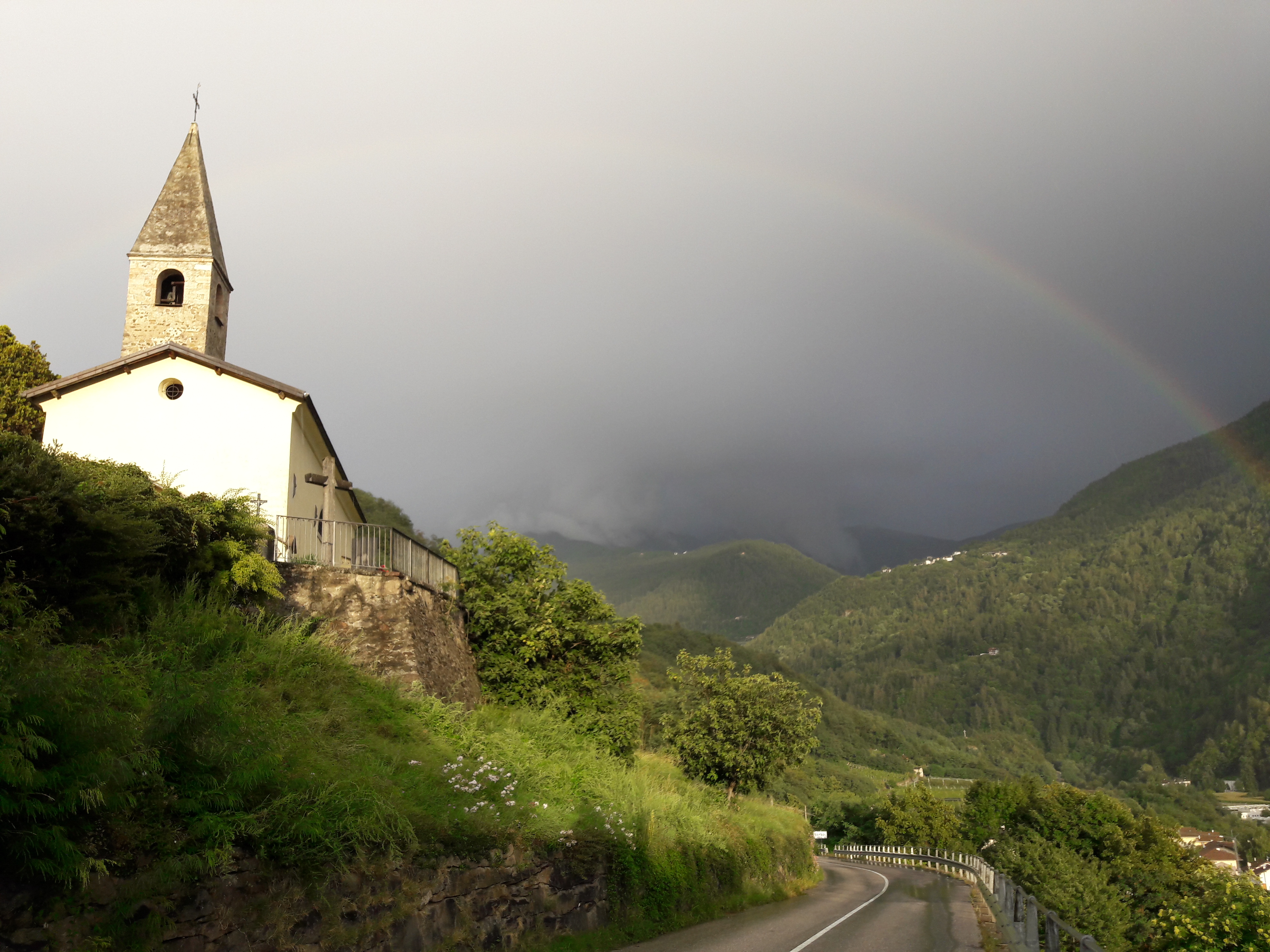
La chiesa di San Giorgio

### Chiesa di San Giorgio
Situata tra i vigneti nella zona tra Serso e la frazione vicina di Viarago, l'antica chiesetta è dedicata Santo Patrono protettore della frazione, San Giorgio, ed è circondata dal cimitero del paese. Attualmente è in uso dalla parrocchia del paese per le messe più importanti e i riti di sepoltura.  La chiesa esisteva già nel 1531, ma si ritiene sia molto più antica, risalente addirittura al tempo delle prime comunità cristiane della zona, come testimonierebbe un
documento del 1394 relativo alle investiture feudali compiute dal vescovo di Feltre Alberto
(1393-1398). La chiesa di san Giorgio inizialmente costituì il luogo di culto devozionale di tutta la zona, per poi diventare successivamente la chiesa della Gastaldia di Viarago, Serso, Canezza, Portolo, Prato, Arzenago e Braces (questi ultimi tre paesi furono distrutti dalle alluvioni di inizio Cinquecento).
La chiesa ha notevoli affreschi all'esterno (San Cristoforo e San Giorgio) e nel presbiterio gotico (i Quattro Evangelisti), questi ultimi parzialmente ricoperti
dallo scialbo nell'Ottocento al tempo del colera.  Altri interessanti frammenti di affreschi presenti sotto l'imbiancatura delle pareti sono stati portati alla luce nel corso di un recente intervento di restauro.

### Chiesa di San Giovanni Nepomuceno
La chiesa di San Giovanni Nepomuceno venne edificata nel '700 e sorge nel centro del paese. Ha sostituito la chiesetta di San Giorgio quale luogo di culto principale.

### Sito archeologico dei Montesei di Serso
Poco fuori dal paese si trova il sito archeologico dei Montesei di Serso. L'insediamento  è posto su due piccoli dossi gemelli (Montesei significa per l'appunto "piccoli monti") e per la sua favorevole posizione fu abitato dal 2000 a.C. fino al I secolo a.C. circa. Nel sito sono visibili i resti di un abitato retico edificato tra il VI e il I secolo a.C. con i ruderi di tre case assai vicine ma separate l'una dall'altra, seminterrate a pianta quadrangolare con corridoio d'accesso. All'interno di un basso muro a secco, che aveva il compito di trattenere la terra circostante, le strutture perimetrali ed aeree, e forse anche il pavimento, erano in legno. Il tetto, ad una o due falde, era ricoperto di zolle e frasche. Tra i resti delle case, disposte a scacchiera, sono stati trovati diversi oggetti, di varia foggia e di vario uso: suppellettili in ferro, ornamenti in bronzo e numerosissimi frammenti di vasellame. Di notevole importanza sono stati i ritrovamenti di ossi di cervo con iscrizioni in alfabeto retico. La scrittura, limitata solamente alla sfera religiosa, è attestata solo su oggetti votivi, mentre su suppellettili di uso comune sono state rilevate, in alcuni casi, sigle alfabetiformi. I reperti sono conservati al MUSE di Trento e sono visibili al pubblico.

### Museo della Centrale idroelettrica di Serso
A Serso è ancora in funzione una piccola centrale idroelettrica che sfrutta le acque del Rio Negro che, scendendo da Montagnaga di Pinè, si getta nel torrente Fersina. Fatto quasi incredibile, la centrale a corrente alternata trifase entrò in funzione nel 1893, quando nel mondo si contavano pochissime centrali mosse da un salto ad acqua. A tale scopo, a monte della centrale venne costruita una diga con un bacino di circa 6.000 m³, per un risultante salto d'acqua di 188 metri ed una portata variabile da 50 a 150 litri al secondo. Nel corso degli anni il gruppo turbina-alternatore è stato sostituito diverse volte, fino ad arrivare all'attuale potenza di circa 176 kW.
Nel 1924 la centrale disponeva di ben quattro gruppi turbina-alternatore; il quarto è oggi visibile nell'annesso Museo della Centrale idroelettrica di Serso, che espone anche strumentazioni di misura, controllo e protezione d'epoca, oltre ad una ricca raccolta iconografica e documentaria relativa alla costruzione dell'impianto idroelettrico.